# Hejira

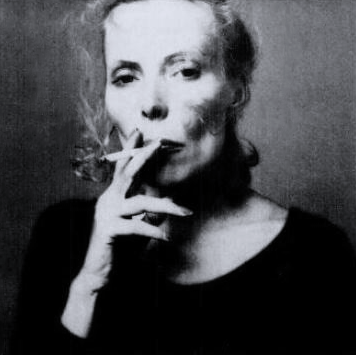
Joni Mitchell (1975)

Hejira ist ein 1976 erschienenes Album von Joni Mitchell. Es hat im Vergleich zu den vorherigen Folk-lastigen Alben Jazz-Anklänge und ist auf vier Titeln klanglich geprägt vom Jazz-Bassisten Jaco Pastorius.

## Album
Der Albumtitel bezieht sich auf die islamische Hidschra, die Reise Mohammeds. Die meisten Lieder wurden von Mitchell auf einer Reise quer durch die USA geschrieben. Kurz zuvor hatte ihre Beziehung mit dem Schlagzeuger John Guerin geendet.
Mitchell sagte 2019 zu dem Album:

„Für mich war das gesamte Hejira-Album wirklich inspiriert. Ich glaube, viele Leute hätten Chelsea Morning schreiben können, aber ich glaube nicht, dass jemand anderes die Songs auf Hejira hätte schreiben können. Ich habe das Album geschrieben, als ich alleine quer durchs Land gereist bin, und es herrscht überall dieses unruhige Gefühl… Die süße Einsamkeit des einsamen Reisens.“

Der Titelsong Hejira handelt vom Reisen und dem Beziehungsende mit Guerin:

„Ich bin durchdrungen von Reisefieber

Aber du weißt, ich bin so froh, allein zu sein.

Doch die kleinste Berührung eines Fremden

Kann meinen Körper erzittern lassen.“

Diese Zeilen sind ein Zitat von Albert Camus aus seinem Tagebuch Notebooks, 1935-1942.

## Songs
Außer den Titeln Coyote und Black Crow besteht der Rest des Albums aus langsamen und melancholischen Titeln.
Das Lied Amelia verwebt eine Reise durch die Wüste mit der Geschichte der Pilotin Amelia Earhart, die 1939 nach einem Flug über dem Pazifischen Ozean verschollen ist.
Furry Sings the Blues basiert auf einer Begegnung, die 1975 zwischen Mitchell und dem Blues-Gitarristen und Sänger Furry Lewis in Memphis stattfand; der Song und die Verwendung seines Namens missfielen ihm.
Song for Sharon erzählt vom Konflikt einer Frau zwischen Freiheit und Ehe.
Die Titel Coyote, Amelia und Hejira wurden nach der Veröffentlichung oft in ihren Konzerten gespielt.

## Albumcover
Die Fotos auf dem Albumcover wurden von Norman Seeff am Lake Mendota aufgenommen. Das Albumcover wurde von Rolling Stone auf Platz 11 der 100 besten Albumcover gewählt.

## Rezeption
Das Album verkaufte sich wegen der ungewohnten Jazz-Anklänge schwächer als die Vorgänger, erreichte aber Platz 13 der Billboard 200 Album-Charts. Von Kritikern wurde das Album im Allgemeinen gut beurteilt und teilweise auch als bestes Album in Mitchells Karriere gesehen.

## Titelliste
Alle Songs wurden von Joni Mitchell geschrieben.
Seite 1:
1. „Coyote“ – 5:01
2. „Amelia“ – 6:01
3. „Furry Sings the Blues“ – 5:07
4. „A Strange Boy“ – 4:15
5. „Hejira“ – 6:42

Side 2:
1. „Song for Sharon“ – 8:40
2. „Black Crow“ – 4:22
3. „Blue Motel Room“ – 5:04
4. „Refuge of the Roads“ – 6:42

Jaco Pastorius spielte Bass auf „Coyote“, „Hejira“, „Black Crow“ und „Refuge of the Roads“.